# Tudor Vladimirescu (stație de metrou)
Tudor Vladimirescu este o stație de metrou ce a fost inaugurată pe 15 septembrie 2020. Această stație face parte din linia M5.